# La Avanzada
La Avanzada ist eine Ortschaft und eine Parroquia rural („ländliches Kirchspiel“) im Kanton Santa Rosa der ecuadorianischen Provinz El Oro. Die Parroquia besitzt eine Fläche von 65,66 km². Die Einwohnerzahl lag im Jahr 2010 bei 2068.

## Lage
Die Parroquia La Avanzada liegt in den westlichen Ausläufern der Cordillera Occidental im Südwesten von Ecuador. Im äußersten Südwesten erreicht das Verwaltungsgebiet eine Höhe von 463 m. Der Río Santa Rosa durchquert die Parroquia in überwiegend nordnordwestlicher Richtung und passiert dabei den etwa 55 m hoch gelegenen Hauptort La Avanzada. Dieser befindet sich 9,5 km südlich vom Kantonshauptort Santa Rosa. Die Fernstraße E50 (Arenillas–Loja) führt an La Avanzada vorbei.
Die Parroquia La Avanzada grenzt im Norden an die Parroquia Bellavista, im Osten an die Parroquias Bellamaría und Torata, im Süden an die Parroquia Piedras (Kanton Piñas), im Südwesten an das Municipio von Arenillas (Kanton Arenillas) sowie im Nordwesten an die Parroquia San Antonio.

## Geschichte
Die Parroquia La Avanzada wurde am 10. Januar 1953 gegründet.